# Île de Byam Martin
Pour les articles homonymes, voir Martin.
L'île de Byam Martin est une île des îles de la Reine-Élisabeth, à l'est de l'île Melville.
Elle est nommée par William Edward Parry d'après Thomas Byam Martin.